# セッケイカワゲラ
セッケイカワゲラ（雪渓川螻蛄）は、襀翅目クロカワゲラ科の一種（Eocapnia nivalis Ueno）のことを、またはセッケイカワゲラ属（Eocapnia属）すべてを指す。

## 形態
体長は約10mmで、翅はなく、地域によってはその痕跡がある場合もある。尾（腹部）は十節からなり、胸部は三節に分かれているように見える。腹部は円筒形で、メスの方が太い。

## 生態
本種は、大半の昆虫が冬眠状態になるか死滅する氷点下でも活動できる、例外的な恒温性を持つ。-10～＋10度位の温度範囲で活動する。
春に卵を産み、孵化した幼虫は、夏場でも水温10度位の川底の砂の中に潜って、秋まで夏眠するる。秋になると、落ち葉の堆積物を食べて成長し、川が雪に埋まってしまう12月半ばくらいに親となって上陸する。
本州平野部では2、3月に雪上で見られ、高山では夏季の雪渓上に見られる。氷雪プランクトンと呼ばれる、雪の中の藻類や原生動物などを捕食する。
自分が生まれた川の上流方向に向かう。これは卵から親になるまでに水流で下流に流された分を取り返すための行動である。

## 人間との関わり
俳句では、雪虫として春の季語として、高山のものは雪渓虫として夏の季語として用いられる。